# Grimpar bec-en-coin
Glyphorynchus spirurus
Genre
Espèce
Statut de conservation UICN

 LC  : Préoccupation mineure
Le Grimpar bec-en-coin (Glyphorynchus spirurus) est une espèce d'oiseaux de la famille des Furnariidae. C'est la seule espèce du genre Glyphorynchus.

## Répartition
Il fréquente notamment les zones humides et de forêt secondaire, du sud du Mexique au nord de la Bolivie (dont l'Amazonie et le plateau des Guyanes) et le nord de la forêt atlantique.

## Description
On le distingue facilement des autres grimpars par sa petite taille et son bec caractéristique. Il mesure 14 à 15 cm de long et pèse 14 à 16,5 g. Le dos est brun, avec des stries fines sur les côtés de la tête, un sourcil chamois, un croupion, les ailes et la queue marron. La gorge est chamois et le reste du ventre est brun avec des chevrons chamois, plus marqués sur la poitrine. Une barre chamois est visible sous l'aile en vol. Le bec, court et conique, est tout à fait différent dans sa forme de celui des autres grimpars. Les jeunes oiseaux sont plus ternes avec des stries moins distinctes.
Le cri est un schip sonore. Le chant varie selon les régions, peut-être en rapport avec les différentes sous-espèces de cet oiseau. Au Costa Rica, il s'agit d'un keekekekiki en trilles, tandis que dans l'est de la Bolivie, c'est un too-e too-e tu-tu-tu-tue-twu-twu-tweeet ascendant.

## Habitat, alimentation et comportement
Ce petit grimpar est commun et largement répandu dans les plaines et montagnes jusqu'à 1500 m d'altitude, bien que normalement il reste en dessous de 1100 m, vivant dans les forêts humides, les zones semi-boisées adjacentes et dans les vieilles zones reboisées. Il se nourrit de petits insectes et d'araignées, grimpant sur le tronc et extrayant ses proies de dessous l'écorce. Il a une préférence marquée pour les arbres à écorce fine et floconneuse. Il vit seul, en couples, ou parfois dans le cadre d'un mélange d'espèces s'alimentant ensemble. Ces oiseaux sont en grande partie sédentaires, mais peuvent parfois se déplacer sur de grandes distances. Par exemple, un individu errant a été observé le 12 mai 1998 à Cerro Campana, en Équateur, le premier enregistrement de ce grimpar dans cette région.

## Nidification
Il construit un nid en coupe dans une étroite cavité d'un arbre comme une souche en pourriture ou l'espace entre deux branches. Il peut nicher de temps en temps jusqu'à 6 m de hauteur dans un arbre, mais le fait généralement beaucoup plus bas, souvent au niveau ou au-dessous du niveau du sol. Il pond deux œufs blancs entre mars et juin.

## Sous-espèces
Selon la classification de référence du Congrès ornithologique international (14.2, 2024), il se répartit en treize sous-espèces (ordre phylogénique) :
- G. s. pectoralis Sclater & Salvin, 1860 — du sudest du Mexique au Panama
- G. s. subrufescens Todd, 1948 — El Chocó
- G. s. pallidulus Wetmore, 1970 — région du Darién
- G. s. integratus Zimmer, 1946 — nord de la Colombie et ouest du Venezuela
- G. s. rufigularis Zimmer, 1934 — Colombie, Venezuela, Équateur et nord-ouest du Brésil
- G. s. amacurensis Phelps & William Henry Phelps Jr., 1952 — nord-est du Venezuela
- G. s. spirurus (Vieillot, 1819) — plateau des Guyanes
- G. s. coronobscurus Phelps & Phelps, 1955 — pico da Neblina
- G. s. castelnaudii des Murs, 1856 — est du Pérou et ouest du Brésil
- G. s. albigularis Chapman, 1923  — sud-est du Pérou et ouest de la Bolivie
- G. s. inornatus Zimmer, 1934 — interfluve des rios Madeira et Tapajós
- G. s. paraensis Pinto, 1974 — Pará
- G. s. cuneatus Lichtenstein, 1820 — forêt atlantique